# Aílton (Fußballspieler, Oktober 1984)
Aílton do Nascimento Correia, bekannt als Aílton, (* 13. Oktober 1984 in Recife) ist ein brasilianischer Fußballspieler. Aktuell steht der Mittelfeldspieler bei Acadêmica Vitória unter Vertrag.

## Karriere
Aílton begann seine Profikarriere 2001 in seinem Geburtsort bei Náutico Capibaribe. Mit diesen gewann er auf Anhieb die Staatsmeisterschaft von Pernambuco, die im Folgejahr verteidigt wurde. 2002 wechselte der Offensivspieler zum FC São Paulo, für die er zwei Jahre spielte. Bis heute (Stand: November 2010) wechselte Aílton mehrfach den Verein. Einzig bei seinem Heimatklub Náutico, für die er auch als Kapitän auflief, stand der Mittelfeldspieler öfter unter Vertrag. 2005 war Aílton nahe dran mit Náutico in die erste brasilianische Liga aufzusteigen, verpasste dies aber im entscheidenden Spiel gegen Grêmio Porto Alegre. Bedeutende Vereine seiner Profilaufbahn waren Guarani FC und Botafogo FR, für die er 2004 bzw. 2008 spielte. Außerdem lief er für EC São Bento, Mogi Mirim EC, Central SC, Itumbiara EC, Ceará SC und AD São Caetano auf. 2009, damals im Dress von Náutico, erzielte Aílton den 1000. Treffer in der Geschichte der Campeonato Brasileiro de Futebol. 2015 spielte Aílton vier Monate lang für Atlético Goianiense. Seitdem spielt er für kleinere brasilianische Vereine.

## Erfolge
Náutico Capibaribe
- Staatsmeisterschaft von Pernambuco: 2001, 2002

Sport Recife
- Copa do Nordeste: 2014